# José Vega Ossorio
José Vega Ossorio (Mérida, Badajoz, 1945-30 de octubre de 2015) fue un pintor español de origen extremeño.

## Biografía
Tras estudiar algunos años en la Escuela de Arquitectura, abandonó poco antes de terminar la carrera para dedicarse exclusivamente a la pintura. En 1963 expuso individualmente en el Círculo Emeritense de su ciudad natal, y en 1964 en el Círculo de la Amistad de Cáceres, pero hasta 1974, que presentó su obra en la galería Tebas, de Madrid, no afrontó la creación pictórica como profesión.
En 1977, mostró su obra en la galería Simancas de Santander, donde reiteró su presencia en 1979, después de exponer en la sala Terra, de Castellón (1978). En 1980, es galardonado con el Gran Premio de Pintura Blanco y Negro de Madrid y, a partir de entonces, expuso en: 1981 (galería Sardón, León; galería Melchor, Sevilla), 1982 (galería Espí, Torrelavega; galería Thais, Lorca; galería Ramón Durán, Madrid), 1983 (Colegio Oficial de Médicos, Cáceres; galería Citiana, Santiago de Compostela; galería Kreisler, Barcelona), 1984 (galería Terra, Castellón; galería Thais, Lorca; galería Amics, Alicante), 1985 (galería Alfama, Madrid). 
En 1986 logró el Premio BMW de Pintura. Desde entonces expuso regularmente en Madrid, Bilbao, León, Castellón, Gijón o Zaragoza. Además de participar en importantes muestras colectivas, tanto en España como en Portugal, Buenos Aires o Nueva York. 
Entre sus exposiciones colectivas ha expuesto junto a artistas como Vela Zanetti, Francisco Bores, Francisco Farreras, Florencio Galindo de la Vara, Luis Feito, Luis García Ochoa, Antonio Guijarro, Benjamín Palencia, Agustín Ubeda, Rufino Ceballos, Juan Alcalde y Pedro Bueno.

## Distinciones
- 1964. Diploma de Honor de la I Bienal de Extremadura.
- 1966. Segundo Premio en la II Bienal de Extremadura.
- 1970. Seleccionado en el Premio Blanco y Negro.
- 1970. Seleccionado en la Bienal Hispanoamericana.
- 1970. Seleccionado en la FAO de Roma.
- 1976. Segundo Premio Bimilenario de Mérida.
- 1980.  Gran Premio De Pintura Blanco y Negro[4]
- 1981. Invitado de Honor para presentar a España en la Bienal de Medellín, Colombia.
- 1981. Primer Premio Pintores Extremeños, Badajoz.
- 1982. Medalla de Honor Premio Condesa de Barcelona.
- 1983. Premio Montler, Zaragoza.
- 1983. Premio de Paisaje Ortega Muñoz.
- 1983. Premio Caja de Ahorros de Plasencia.
- 1985. Premio Nacional Caja de Ahorros de Guadalajara.
- 1986. Gran Premio BMW de Pintura